# Maciej Gisman
Maciej Gisman (ur. 21 grudnia 1990 we Wrocławiu) – polski aktor.

## Życiorys
Uczęszczał do kółka teatralnego działającego przy Teatrze Muzycznym „Capitol” we Wrocławiu. W 2016 roku ukończył studia w Akademii Sztuk Teatralnych im. Stanisława Wyspiańskiego w Krakowie (filia we Wrocławiu) na Wydziale Aktorskim. Popularność przyniosła mu rola w serialu Lombard. Życie pod zastaw, w którym grał postać Maćka, pracownika lombardu.
W 2022 roku wziął ślub z Mariką Klarman, również aktorką, występującą w roli Weroniki w serialu Lombard. Życie pod zastaw.

## Filmografia
- 2007: Pierwsza miłość – Adam, wychowanek domu dziecka w Wadlewie
- 2009: Niesamowite historie – Norbert (odc. pt. Kopciuszek)
- 2011: Prosto w serce – chłopak (odc. 7, 18)
- 2011: Sala samobójców – chłopak w toalecie
- 2012: Galeria – kelner (odc. 101)
- 2014: Zaćmienie – widmo
- 2015: Przyjaciółki – kelner (odc. 74)
- 2015: Prawo Agaty – Marcin Gorczyca, menedżer leasingowy (odc. 87)
- 2015: M jak miłość – klient Jacka (odc. 1183, 1189)
- 2015: Klan – Aleksander Mazur
- 2016: Pierwsza miłość – kochanek Ewy Nowak
- 2018: W rytmie serca – starszy posterunkowy Rataj (odc. 22)
- 2018: Barwy szczęścia – Sławek (odc. 1810-1811, 1814-1816)
- od 2018: Lombard. Życie pod zastaw – Maciej, pracownik lombardu
- 2019: Przyjaciółki – pracownik (odc. 153)
- 2019: Na dobre i na złe – żołnierz (odc. 747)
- 2019: Echo serca – barman (odc. 11)
- 2019-2020: Zameldowani – Paweł
- 2020: Czarny ślub – świadek na ślubie